# Bawli
Bawli (hebr. בבלי) – osiedle mieszkaniowe w Tel Awiwie, znajdujące się na terenie Dzielnicy Czwartej.

## Położenie
Osiedle leży na nadmorskiej równinie Szaron. Jest położone we wschodniej części aglomeracji miejskiej Tel Awiwu, na południe od rzeki Jarkon. Północną granicę osiedla wyznacza ulica HaRav Kosowski oraz rzeka Jarkon, za którą znajduje się Park ha-Jarkon. Wschodnią granicę wyznacza autostrada Ayalon oraz rzeka Ajjalon, za którą jest Park ha-Jarkon oraz miasto Ramat Gan. Południową granicę wyznaczają ulice Bawli, HaRav Herzog i HaRav Shlomo Goren, za którymi znajdują się osiedla Giwat Amal Bet oraz Park Cammeret. Na zachodzie, za ulicą Namir jest osiedle Ha-Cafon ha-Chadasz.

## Historia
Pierwotnie w miejscu tym znajdowała się arabska wioska Al-Jammasin al-Gharbi (arab. جمّاسين الغربي), utworzona w XVIII wieku przez Beduinów. W 1945 liczyła ona 1080 mieszkańców. Podczas Wojny domowej w Mandacie Palestyny wioska została otoczona przez osiedla i drogi kontrolowane przez siły żydowskie. Ze względu na trudne warunki życia w tej okrążonej arabskiej enklawie, większość mieszkańców wioski zdecydowała się na jej opuszczenie. 7 stycznia 1948 siły Hagany zmusiły pozostałych do opuszczenia wsi. Wioska została całkowicie opuszczona w dniu 17 marca 1948, kiedy to Hagana zajęła opuszczone domy.
Na terenie zniszczonej arabskiej wioski w 1957 rozpoczęto budowę współczesnego osiedla mieszkaniowego. Pierwsze bloki powstały w rejonie skrzyżowania ulic Namir i Jahuda HaMaccabi. Było to peryferyjne osiedle, w pierwszym okresie swojego istnienia pozbawione komunikacji miejskiej. Były tutaj jednak tanie grunty, i w połowie lat 60. XX wieku rozpoczęto budowę kolejnych domów mieszkalnych. W połowie lat 80. XX wieku w południowej części osiedla wybudowano wieżowce.

## Architektura

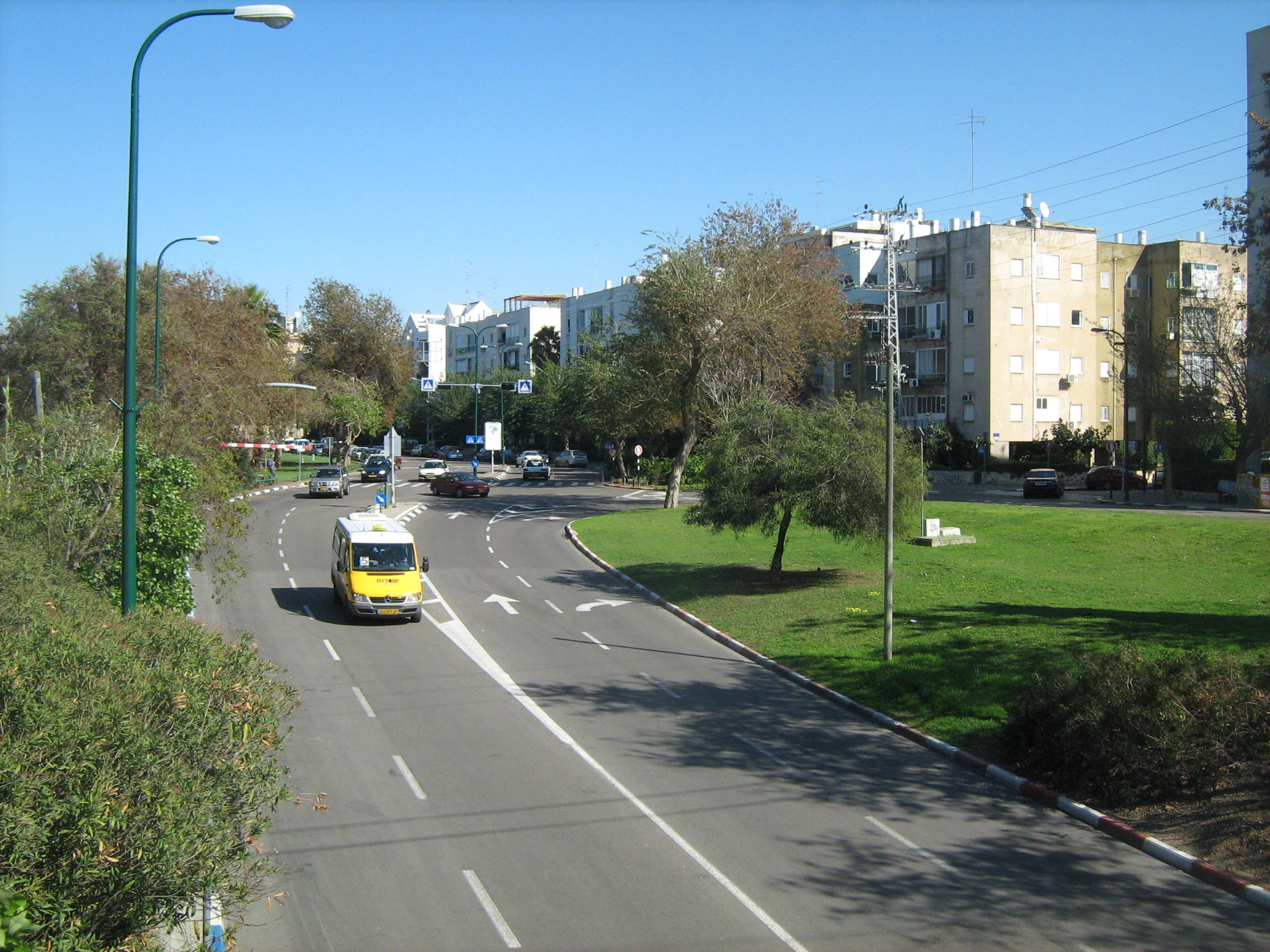
Typowa zabudowa osiedla Bawli

Zabudowa osiedla składa się w większości z czteropiętrowych budynków mieszkaniowych. Są to nowoczesne budynki z luksusowymi apartamentami, windami i parkingami położonymi wokół domów. W południowej części osiedla wznoszą się wieżowce.

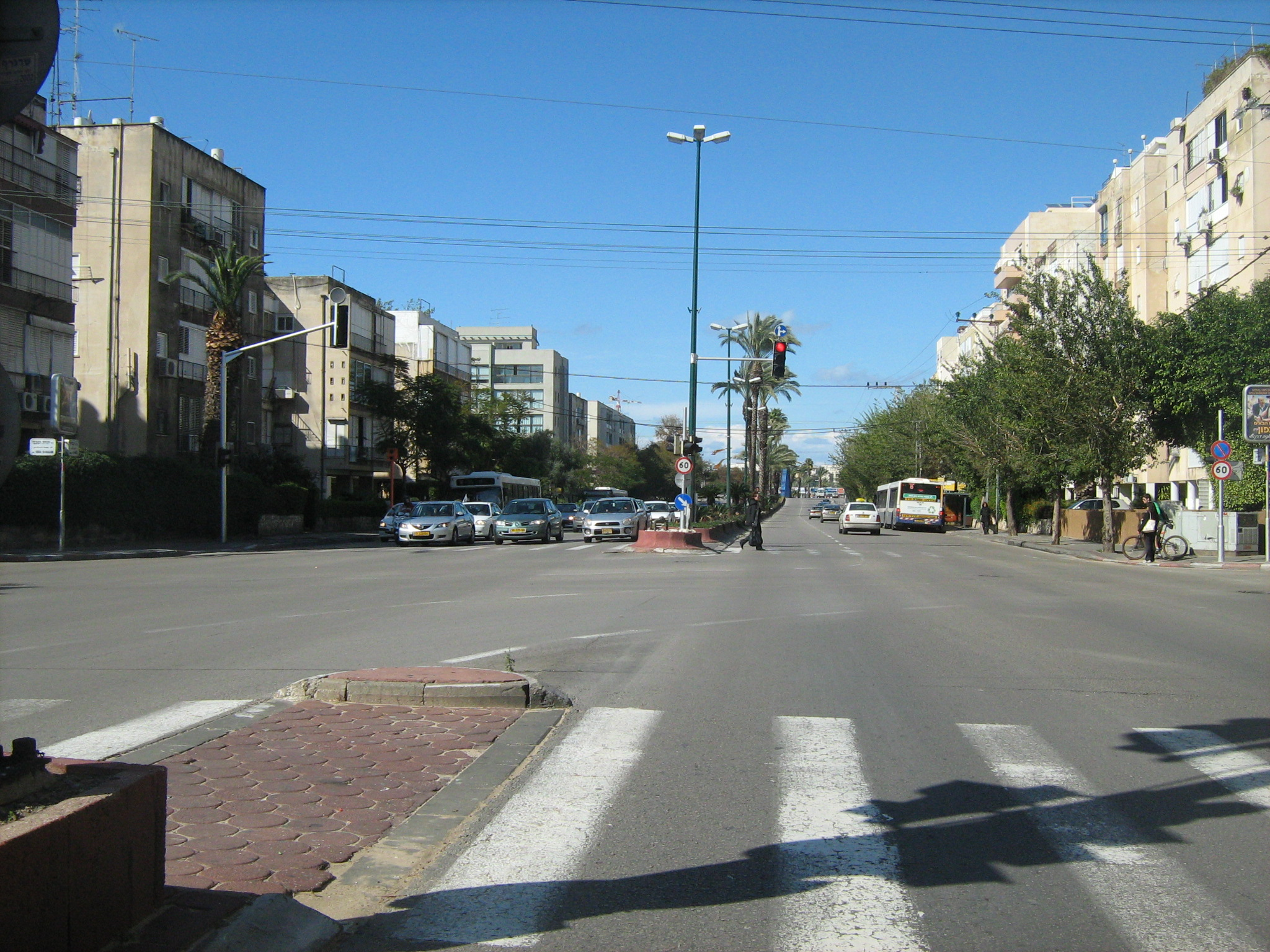
Typowa zabudowa osiedla Bawli

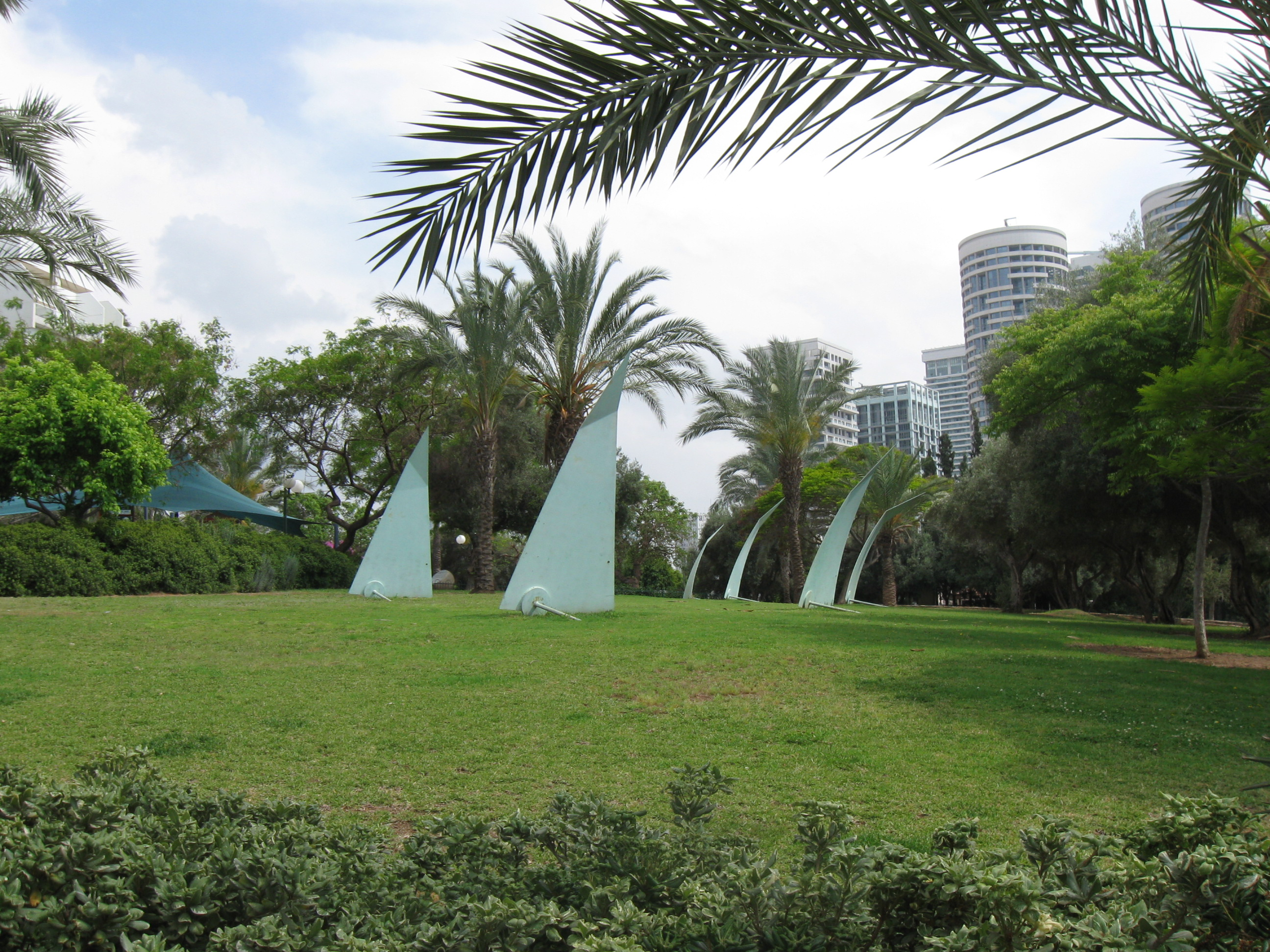
Park Abramowicza

Środkową część osiedla zajmuje niewielkie wzgórze, wokół którego utworzono Park Abramowicza.

## Edukacja
W osiedlu jest szkoła Bavli Jerushalami School.

## Religia
W osiedlu znajduje się synagoga położona przy ulicy HaKneset HaGdola.

## Sport i rekreacja
We wschodniej części osiedla, nad rzeką Ayalon, znajduje się ośrodek sportowy z boiskiem, kortami tenisowymi i salami do ćwiczeń.

## Infrastruktura
W osiedlu znajdują się dwie apteki. Przy ulicy Ben Sira znajduje się urząd pocztowy. Dodatkowo jest tutaj centrum handlowe z kinem.

## Transport
Przy osiedlu znajduje się skrzyżowanie ulicy Pinkas z Namir, będąca miejskim odcinkiem drogi ekspresowej nr 2  (Tel Awiw-Netanja-Hajfa). Na wschód od niej przebiega autostrada nr 20  (Ayalon Highway).